# 佈施
，或寫作布施（布爲佈的古字），又稱為檀那、佈施波羅蜜。源自婆罗门教传统，古印度人相信佈施穷困会获福无量，每逢节庆王室都会行佈施。佛教认同佈施行为，并将其列入菩薩六度之一，认为这是非常重要的修行方式。以福利施与人，以財施、法施、無畏施為主，也就是施与财物、飲食乃至佛法为本义。意即為了幫助一切眾生，將自己所擁有的財物或法給予眾生。
菩薩道的修行，從實踐「佈施」開始，「佈施」之實踐除了可以去除「慳貪」習性外，還能長養慈悲心，並且累積修道所需的福德資糧。佈施被南傳佛教、北傳佛教共同列入菩薩行波羅密之一。

## 古义
「佈施」古字寫作「布施」。佈爲散佈，施爲施捨，字面意義爲散佈錢財、施捨貧困，後被佛教借用翻譯。
- 《周语》曰：“享祀時至，而布施優裕也”
- 《文子·自然篇》曰：“为惠者布施也。”
- 《庄子·外物篇》引《詩》曰：“生不布施，死何含珠为？”
- 《荀子·哀公篇》曰：“富有天下而无怨财，布施天下而不病贫。”
- 《韩非·显学篇》曰：“上征敛于富人，而布施于贫家，是夺力俭而与侈堕也。”
- 《淮南子·道应训》曰：“不义得之，又不能布施，患必至矣。”
- 《淮南子·齐俗训》曰：“为义者，布施而德。”
- 《论衡·定贤篇》曰：“使谷食如水火，虽贪吝之人，越境而布施矣。”

## 佛教概述
在巴利三藏增支部5:36《適時布施经》當中，提到布施对象：客人、旅客、病人、受饑荒者、持戒者。相應部1:42《施何經》當中也提及布施范围：食物、衣服、交通工具、灯烛、知識、佛法等。

## 上座部佛教
布施波羅蜜（dāna）是以大悲心與方法善巧智為基礎的捨思，是願捨棄自己本身和所擁有的身外物給他人的捨思。（思的巴利文是cetanā，是一個心所法，業力即是由它產生。）
一、它的相是捨棄。
二、作用是消滅對布施之物的執著。
三、現起是呈現在修行者心中的不執著，或是獲得財富與投生至善界。
四、近因是可供布施之物，因為只有它存在時，布施才可能發生。

修佈施和修四念處不同，修四念處進步時會更清楚覺知當下五蘊的無常、苦、無我三共相，修佈施時應該發願不應該思惟五蘊的無常、苦、無我三共相。當施者發願欲成為快樂的人或天神時，其佈施是下等的；發願證悟弟子菩提或辟支菩提時，其佈施是為中等；發願欲證得三藐三菩提或正等正覺時，其佈施是為上等。

菩薩是為一切智佈施。
所有的菩薩都會為一切智布施妻子 ，《本生經》記載釋迦牟尼前世還是菩薩未成佛時思考一切智比妻子兒女更重要然後將妻子兒女布施給化為婆羅門的帝釋。當有人向菩薩討他的孩子、妻子、奴僕等時，菩薩首先會向他的孩子、妻子等解釋所建議的佈施，只有在他們同意時，菩薩才把這些樂於幫他圓滿波羅蜜的人送給他人。但是若知道向他討取的是非人（例如夜叉、阿修羅等），那菩薩就不會行此佈施。同樣地，菩薩絕不會把國家送給為人民帶來危害與痛苦的人，而只送給會正當地保護人民的有德之士。

## 漢傳佛教
在大乘佛經中布施分為財佈施、法佈施及無畏佈施，其中以法佈施最殊勝、無畏佈施最高上。雖然法佈施最為殊勝，但還是應以財佈施為基礎，財佈施可以量力而為，但若一毛不拔者，表示此人「慳貪」習性仍然深重，雖有能力行法佈施，還是得回頭補修財佈施，「佈施度」方有圓滿之可能。無畏佈施代表已捨棄一切、無執著、無我了。佛教对布施的分类也比较多，如内物施和外物施，亲手施和非亲手施，有罪施和无罪施，如法施和不如法施，欢喜施和中捨施，智相应施和智不相应施，轮转依止施和非轮转依止施，个人施和僧团施，饮食施、衣物施、住所施或医药施。
修養自性，佈施善德，稱為種福田。世間福田凡有三種：一報恩田，二功德田，三貧窮田。報恩田者，所謂父母師長和上。功德田者，謂佛法僧。貧窮田者，一切窮苦困厄之人、畜牲、惡鬼等。如來世尊兼具「報恩田與功德田」二種田。

### 佈施的前行、正行、結行
行佈施前，需要有前行發心，即明瞭要把自己所有的東西給其他眾生的目的，乃是為了令自他一切有情眾生皆能於未來成佛的緣故，因而發菩提心。
真正行佈施時，即正行的時候，必須要沒有人我執與法我執。也就是在沒有「我」及「我的」是真實存在的心念下行佈施。世人行施心希果報，是為著相;菩薩行施了達三輪（施者、受者、所施物）體空（虛妄），能不住於相、不希果報名聞等而行施者。」可以
而結行是指在行佈施之後，為了令自他一切有情眾生皆能於未來成佛，而將此佈施的功德迴向發願給一切眾生。具足此三法的佈施才稱為佈施波羅蜜。一般而言，將財物施捨給貧困的人時，若行佈施前沒有發菩提心，佈施時沒有順便引導眾生邁向佛道，行佈施後也沒有將功德迴向給一切眾生，這樣雖然也有大利益，但不能成為成佛之因，所以不稱為佈施波羅蜜。

### 佈施的各種利益
佛經中常說佈施的果報就是未來世得到富裕，如《佛說罪福報應經》中云：「為人大富財物無限，從佈施中來。」

經中也常提到作不同的佈施會得到不同的果報，譬如供花或施衣的果報是會長得端正莊嚴。佈施飲食的果報是身體強壯有力氣。

另外月灯三昧经云佈施十种利益：佈施乃破悭贪之前阵，入道之初门。菩萨行能此者，则获十种利益也：
- 一、降伏悭吝：谓修菩萨行者，若能佈施，则悭鄙吝惜之心，自然降伏，不复萌动矣。
- 二、捨心相续：谓修菩萨行者，行于佈施，财虽匮乏，而喜捨之心，无有间断也。
- 三、同其资产：谓修菩萨行者，施心无量，观诸众生，与己无异，所有财产，平等受用，无有彼此也。
- 四、生豪富家：谓修菩萨行者，于一切财物，常行惠施，心无吝惜，则当来果报，必生豪富之家，财宝具足，受用无矣。
- 五、生处施心现前：谓修菩萨行者，此生既能行于佈施，则感后世随其所生之处，而他人施与之者，皆无悭吝之心矣。
- 六、四众爱乐：谓修菩萨行者，既能常怀惠施，无所悭嫉，则四众之心，常生爱乐，而无嫌恨也。
- 七、入众不怯：谓修菩萨行者，既能佈施，而为四众之所爱乐，故入大众之中，自无畏怯之心也。
- 八、胜名流佈：谓修菩萨行者，能无所求而行佈施，则人多称赞，胜妙名闻，流佈遐迩也。
- 九、手足柔软：谓修菩萨行者，好行佈施，济人缺乏，能感手足柔软，相好圆满之报也。
- 十、不离知识：谓修菩萨行者，自初发心行施以来，常得亲近诸佛菩萨善知识等，获闻法要，未尝远离也。

### 三种佈施 (三施)
- 一、财佈施：以财物去救济疾病贫苦的人。
- 二、法佈施：佈施真理、智慧，以正法去劝人修善断恶，使人明白生命的意义与价值，自动发心修行、追求真理。
- 三、无畏佈施：竭尽所能去解除别人的恐怖和畏惧；也就是佈施信心、爱心。而更堅守八正道，不受人言譏諷、眾口鑠金所影響，堅持正念正行，無懼受辱，所以稱｢無畏｣佈施。

佛陀於过去世，为利益惠施众生故，甚至做到以身佈施〈头目髓脑，身肉手足，不惜躯命〉；无论众生跟佛要什么，佛都能施予众生。

### 行佈施者
出家眾主要行無畏佈施、法施。在經典中，佛並沒有要出家眾行廣大的財物佈施。
在家眾主要行財佈施，將錢財或物品佈施給眾生，或用以供養三寶，譬如到寺院去奉獻香火錢或直接以金錢衣物供養法師等，佛家以施主稱之，又稱名檀那主、檀越主。

### 檀越
檀越，佛家術語，梵文為dānapati，音譯為檀那缽底、旦那帕體、達納帕蒂，佛家術語。又稱檀越主、旦那主、檀那主，意為施主，即布施寺院、僧侶衣食，或捐獻香火錢舉辦祭典、法會等的善信。
中文的檀越關係也被用來翻譯藏文མཆོད་ཡོན（威利轉寫：mchod-yon）一詞，意指喇嘛與施主之間的關係，或稱為供施關係、布施關係。
《中华佛教百科》：“檀”字為梵文（檀那），意為“布施”；“越”字是漢文，指的是「越」過苦海。
《翻譯名義集》卷一記載：「檀那，又稱檀越，『檀』即施；此人行施，『越』貧窮海，故稱檀越。」
《大般涅槃經》卷十一：「寧以熱鐵周匝纏身，終不敢以破戒之身受於信心檀越衣服。」

### 佈施偈
能施所施及施物，

于三世中无所得。

我今安住最胜心，

供养一切十方佛。

所謂佈施者，

必獲其利益，

若為樂故施，

後必得安樂。